# Walt Disney Animation Studios
Walt Disney Animation Studios (WDAS) è uno studio d'animazione statunitense di proprietà della Walt Disney Company, il più antico al mondo ancora in attività. Ha sede all'interno dei Walt Disney Studios a Burbank, in California.
Fondato nel 1923 come Disney Brothers Cartoon Studios da Walt e Roy Disney, è stato integrato con The Walt Disney Company a partire dal 1934 – la prima produzione della Walt Disney Animation Studios è pertanto Biancaneve e i sette nani (Snow White and the Seven Dwarfs) – fino al 1986, quando la compagnia diventò definitivamente una sussidiaria del gruppo.
Lo studio, inizialmente conosciuto come Walt Disney Productions, diventò più indipendente e nel 1985 assunse il nome di Walt Disney Feature Animation, fino al 2007, quando ha assunto l'attuale denominazione. Il logo debuttò nel 2007 con il film I Robinson - Una famiglia spaziale. L'attuale presidente è Clark Spencer, mentre il Direttore creativo è Jared Bush (in seguito alle dimissioni di Jennifer Lee nel 2024).

## Filmografia

### Lungometraggi
Il primo lungometraggio Disney fu Biancaneve e i sette nani del 1937, l'ultimo fino a oggi distribuito è Oceania 2 del 2024.

### Cortometraggi
I cortometraggi, per il primo decennio d'attività dell'azienda, furono la fonte principale di successo. Si dividevano nelle due serie principali di Topolino, che aveva per protagonista il celeberrimo topo omonimo che aveva portato al successo la Disney, delle Sinfonie allegre, cartoni a tema musicale che raccontavano una storia ben definita generalmente ispirata alle favole popolari o una sequenza di immagini comiche. Il primo cortometraggio di Topolino distribuito fu Steamboat Willie del 1928 mentre la prima Sinfonia allegra fu Danza degli scheletri del 1929. Mentre la serie di Topolino non si è mai ufficialmente conclusa, sebbene l'ultimo cortometraggio classico sia Topolino e il pirata delle scogliere del 1953, la serie delle Sinfonie allegre chiuse nel 1939 con il corto de Il piccolo diseredato.

## Storia

### Dalla nascita alla crisi (1934-1989)
Dopo il grande successo di Biancaneve e i sette nani gli studios iniziarono a privilegiare i lungometraggi e i cortometraggi iniziarono a essere prodotti sempre più sporadicamente. Nel 1940 uscirono Pinocchio e Fantasia che inizialmente non ebbero successo a causa dello scoppio della seconda guerra mondiale che tagliava i mercati esteri. Per recuperare i soldi persi da Pinocchio e Fantasia, Walt Disney produsse Dumbo che venne realizzato con un budget risicato ed ebbe un grande successo. Nel 1942 uscì Bambi che sempre a causa della seconda guerra mondiale non ebbe inizialmente il successo sperato dagli studios.

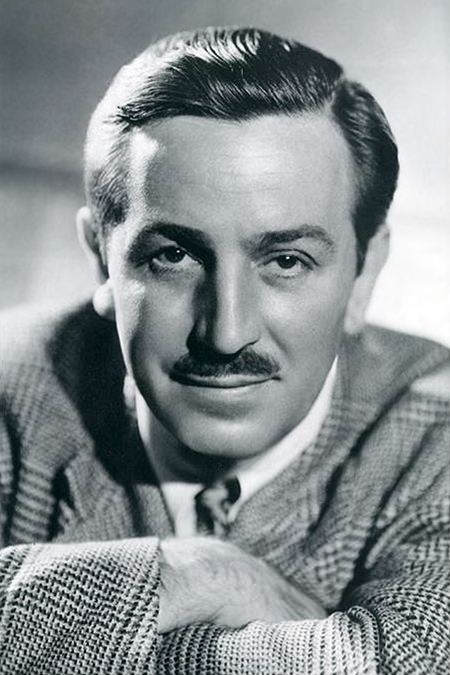
Walt Disney

Negli anni quaranta sempre durante la guerra, gli studios realizzarono prevalentemente film a episodi e a basso budget come Saludos Amigos, I tre caballeros, Musica maestro, Bongo e i tre avventurieri, Lo scrigno delle sette perle e Le avventure di Ichabod e Mr. Toad che proprio per il budget risicato si rivelarono dei discreti successi al botteghino e permisero agli Studios di sopravvivere. Dopo la fine della guerra, successive riedizioni di Pinocchio, Fantasia e Bambi permisero agli studios di riavere i soldi persi durante la seconda guerra mondiale e finalmente di trarre profitto da questi lungometraggi.
Negli anni cinquanta s'intensificò la produzione di trasmissioni destinati alla televisione e si ritornò a produrre costosi lungometraggi di successo come Cenerentola, Alice nel Paese delle Meraviglie, Peter Pan, Lilli e il vagabondo e La bella addormentata nel bosco che si rivelarono tutti dei grandi successi al box office. L'apice del successo arrivò negli anni sessanta con produzioni in xerografia come La carica dei 101, La spada nella roccia, Il libro della giungla e soprattutto il film a tecnica mista Mary Poppins. Proprio però a metà di questo decennio venne a mancare il fondatore e anima dell'azienda; Walt Disney morì infatti il 15 dicembre 1966.
In seguito allo sfortunato evento, la casa affrontò un triste periodo di forte crisi creativa e direttiva, che portò a un declino dei prodotti e una sorta di retrocessione della società in un campo che fino ad allora era stato molto fruttuoso per le sue pellicole. Film come Gli Aristogatti, Robin Hood, Le avventure di Winnie the Pooh, Le avventure di Bianca e Bernie e Red e Toby - Nemiciamici, sebbene di buon successo commerciale, non ottennero lo stesso plauso critico dei lungometraggi realizzati mentre Walt Disney era ancor vivo.
Nel 1984 il miliardario Saul Steinberg offrì 60 milioni di dollari per l'acquisto della Walt Disney Productions e Michael Eisner, che nel frattempo n'era diventato amministratore delegato, sventò l'offerta per evitare sconvolgimenti interni alla società. Ad aiutare Eisner si aggiunsero Jeffrey Katzenberg, che diventò direttore della produzione dei film, e Frank Wells, che divenne presidente.
Gli studios affrontarono un periodo di brusco declino nel corso degli anni ottanta, con incassi mediamente bassi. A rimarcare il pesante insuccesso finanziario che stava segnando il periodo c'era Taron e la pentola magica che, rivelandosi un fiasco al botteghino, dette come conseguenza un sistematico cambiamento del dipartimento d'animazione per la produzione di film, che rischiava di mettere in pericolo l'intero apparato. Seguendo le nuove direttive, si fondò una divisione per i film d'animazione destinati alla televisione, considerati ormai più economicamente remunerativi di quelli per il cinema. Conseguenza di questa crisi creativa era la perdita di validi collaboratori e soprattutto di Don Bluth, il quale dopo molti anni alla Disney decise di fondare una compagnia di produzione cinematografica rivale, la Don Bluth Productions, assieme ad alcuni animatori disneyani "dissidenti". In tal modo Basil l'investigatopo e Oliver & Company sebbene fossero riusciti ad avere buoni incassi, vennero superati entrambi al botteghino dai film della concorrenza, ovvero rispettivamente da Fievel sbarca in America e Alla ricerca della Valle Incantata.
Nell'interesse della salvaguardia della vitalità economica dello studio, Roy E. Disney persuase Eisner a supervisionare personalmente il dipartimento d'animazione nella speranza di riportare successo e fortuna alle produzioni. La collaborazione della Disney con Steven Spielberg per la realizzazione del film in tecnica mista Chi ha incastrato Roger Rabbit si rivelò incredibilmente importante, visto che il film non solo fu un successo in termini economici e riuscì a riportare l'attenzione del pubblico sui cartoni animati per il grande schermo.
Convinti di riuscire nuovamente ad azzeccare una trama adeguata, alcuni autori degli studi decisero di rimettere in studio un lungometraggio animato su La sirenetta di Andersen, scegliendo di adoperare uno stile narrativo combinato in musical stile Broadway. Vennero incaricati Howard Ashman e Alan Menken di comporre le musiche e le atmosfere sonore del film proprio per il loro passato artistico che li vide coinvolti a Broadway. Il 17 novembre 1989 uscì così La sirenetta, che si rivelò un successo al botteghino, contribuendo all'iniziale risanamento delle casse del dipartimento d'animazione e divenendo il più alto incasso cinematografico all'epoca per un film d'animazione. È l'inizio di quello che sarà chiamato "Rinascimento della Disney".
L'espressione Rinascimento non era intesa solo come un passaggio della produzione della Disney, tornata alla prosperità economica, ma un periodo in cui i suoi personaggi e i suoi moralismi avevano lasciato una traccia culturale e spirituale nella società statunitense.

### Rinascimento Disney (1989-1999)

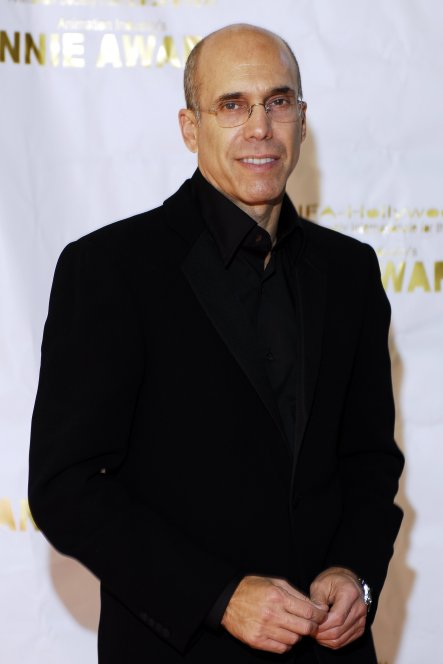
Jeffrey Katzenberg

Venne definito Rinascimento Disney quel contesto storico dalla durata decennale (1989-1999) in cui i Walt Disney Animation Studios tornarono alla ribalta nell'industria cinematografica traducendo in successo molti dei film d'animazione usciti, facendo entrare alcuni di essi nella storia del cinema, nonché riscuotendo ottimi apprezzamenti dalla critica in generale.
L'etimologia del termine era da ricercare nelle parole di Jeffrey Katzenberg, all'epoca dei fatti capo sezione cinematografica della Walt Disney Pictures, che appunto definì quel preciso arco storico un "rinascimento" per la casa dovuto al lavoro dei nuovi animatori, tecniche di narrazione e la scoperta del musical come forma di intrattenimento interno alla trama.
I film che caratterizzarono questo periodo di successo sono: La sirenetta (1989), Bianca e Bernie nella terra dei canguri (1990), La bella e la bestia (1991), Aladdin (1992), Il re leone (1994), Pocahontas (1995), Il gobbo di Notre Dame (1996), Hercules (1997), Mulan (1998) e Tarzan (1999). Attualmente, La principessa e il ranocchio (2009) è considerata la produzione in studio più moderna che ha eguagliato l'animazione, la trama e la musica tradizionali dei film del Rinascimento Disney.
Va notato che i seguenti tre film animati precedenti a questo periodo: Le avventure di Bianca e Bernie (1977), Basil l'investigatopo (1986) e Oliver & Company (1988) sono considerati il "Proto-Rinascimento Disney", in quanto hanno fornito le basi per la qualità musicale, artistica e della trama, e persino tecnologica ai film d'animazione Disney nel 1989 e negli anni '90 oltre a un'accoglienza critica da cui era previsto un ritorno all'età d'oro della Disney (1937-1942).

#### Caratteristiche
Ad accomunare gran parte dei film del Rinascimento era sicuramente la loro convenzionale trama comune in più parti. In occorrenza al successo riscosso da La sirenetta, infatti, gli autori decisero che la Disney avrebbe dovuto seguire quella linea narrativa tenendo strettamente legate tra loro formulazioni per una buona realizzazione: scene di canto o numeri di danza trattando il film in chiave musical, protagonista giovane solitamente orfano di uno o entrambi i genitori, storia sentimentale con al centro un amore all'apparenza impossibile e l'inserimento di animali interagenti con il protagonista come personaggi secondari.

### 1995-1999
Dopo le dimissioni di Jeffrey Katzenberg e la nascita dei Dreamworks Animation Studios, iniziò una parabola discendente. Nel 1995 uscì Pocahontas, concepito dallo stesso Katzenberg dando per scontata la candidatura al premio Oscar al miglior film sulla scia de La bella e la bestia ed Il re leone. Nonostante il successo al botteghino, fu definito il film Disney più fiacco degli ultimi 20 anni; inoltre nello stesso anno uscì Toy Story, distribuito dalla Disney ma realizzato dalla Pixar, che negli anni a venire si sarebbe imposta sul mercato internazionale. Comunque il film vinse l'Oscar per la migliore colonna sonora e per la migliore canzone (I colori del vento). Il marchio del film, inoltre, ebbe un enorme successo e il marketing continuò gli anni a seguire. Nel 1996 uscì Il gobbo di Notre Dame, che, sebbene ricevette critiche positive, incassò meno di Pocahontas. La parabola discendente continuò con Hercules, che incassò 255 milioni di dollari, vista anche la concorrenza di Anastasia di Don Bluth. Vi fu, in contemporanea con il calo degli incassi, un incremento dei costi complessivi di ogni film (si passò dai 45 milioni di dollari de Il re leone agli 80 milioni di Hercules); inoltre lo studio iniziò a dedicarsi al merchandising dei propri prodotti, producendo varie serie tv ed immettendo sul mercato home-video sequel (primo tra i quali Il ritorno di Jafar) di film usciti nella prima metà del decennio. La situazione si risollevò parzialmente con Mulan e Tarzan. Tarzan diventò il canto del cigno del periodo, fra i classici principali e quelli più contemporanei, a cominciare da Fantasia 2000.

#### Incassi
| Film                                    | Data di distribuzione | Risultato al botteghino | Risultato al botteghino | Risultato al botteghino |
| Film                                    | Data di distribuzione | Stati Uniti d'America   | Resto del mondo         | Internazionale          |
| La sirenetta                            | 17 novembre 1989      | $ 111 543 479           | $ 110 756 521           | $ 222 300 000           |
| Bianca e Bernie nella terra dei canguri | 16 novembre 1990      | $ 27 931 461            | $ 19 500 000            | $ 47 431 461            |
| La Bella e la Bestia                    | 13 novembre 1991      | $ 218 000 000           | $ 206 000 000           | $ 424 000 000           |
| Aladdin                                 | 25 novembre 1992      | $ 217 350 219           | $ 286 700 000           | $ 504 050 219           |
| Il Re Leone                             | 24 giugno 1994        | $ 328 541 776           | $ 455 300 000           | $ 783 841 776           |
| Pocahontas                              | 23 giugno 1995        | $ 141 579 773           | $ 204 500 000           | $ 346 100 000           |
| Il gobbo di Notre Dame                  | 21 giugno 1996        | $ 100 138 851           | $ 225 200 000           | $ 325 338 851           |
| Hercules                                | 27 giugno 1997        | $ 100 112 101           | $ 153 600 000           | $ 252 712 101           |
| Mulan                                   | 19 giugno 1998        | $ 120 620 254           | $ 183 700 000           | $ 304 320 254           |
| Tarzan                                  | 18 giugno 1999        | $ 171 091 819           | $ 277 100 000           | $ 448 191 819           |

#### Riconoscimenti
Dei 10 film interpretati come parte del periodo, solo Bianca e Bernie nella terra dei canguri non ha ricevuto candidature o particolari attenzioni di riferimento nel campo di riconoscimenti nazionali o internazionali. Un grande merito del grande successo ottenuto va dato sicuramente al compositore Alan Menken, che ha curato gran parte delle musiche dei film citati e vincitore di ben 8 Oscar tra il 1990 e il 1996.
- La sirenetta si candida e vince ai premi Oscar 1990 in due categorie: miglior colonna sonora (Alan Menken) e miglior canzone (Under the Sea, Alan Menken e Howard Ashman). La restante candidatura era per miglior canzone (Kiss the Girl di Alan Menken e Howard Ashman).
- La bella e la bestia si candida in sei categorie e vince in due ai premi Oscar 1992: miglior canzone (Beauty and the Beast, Alan Menken e Howard Ashman), miglior colonna sonora (Alan Menken). Le restanti candidature erano per: miglior film (un precedente per un film d'animazione, che si ripeté nel 2010 con Up e nel 2011 con Toy Story 3, della Pixar e negli anni seguenti per quasi ogni film d'animazione prodotto), miglior sonoro (Terry Porter, Mel Metcalfe, David J. Hudson, Doc Kane) e ben altre due volte in miglior canzone (Belle, Be Our Guest di Alan Menken-Howard Ashman).
- Aladdin si aggiudica due premi Oscar 1993, su 5 nomination: miglior canzone (A Whole New World, Alan Menken e Tim Rice) e miglior colonna sonora (Alan Menken). Le restanti candidature erano per: miglior sonoro, miglior canzone (Friend Like Me) e miglior montaggio sonoro.
- Il re leone vince l'Oscar, come i suoi predecessori, per la miglior colonna sonora (Hans Zimmer) e per la miglior canzone (Can You Feel The Love Tonight) grazie alla performance di Elton John. Una particolarità de Il re leone è che ebbe ben 3 canzoni candidate all'oscar: insieme alla vincitrice c'erano Hakuna Matata e Circle of Life.
- Pocahontas vince i premi Oscar per la miglior canzone Colors of the Wind e per la miglior colonna sonora (ancora Alan Menken, che raggiunge 8 statuette vinte). Anche se ha vinto 2 premi Oscar, non ha avuto un buon successo di critica.
- Il gobbo di Notre Dame ha ricevuto la candidatura all'Oscar per la miglior colonna sonora (di Alan Menken).
- Hercules è stato candidato all'Oscar per la miglior canzone (Go the Distance).
- Mulan ha ottenuto una nomination all'Oscar come miglior colonna sonora (musiche di Jerry Goldsmith, canzoni di Matthew Wilder & David Zippel).
- Tarzan ha vinto il premio Oscar e il Golden Globe per la canzone You'll Be in My Heart, cantata da Phil Collins.
- Fantasia 2000 ha vinto tre Annie Awards.

### Il nuovo millennio (2000-presente)

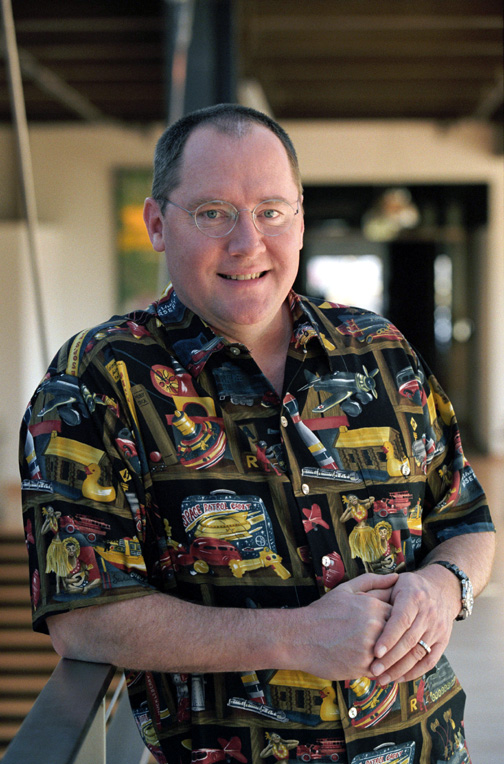
John Lasseter

Nei primi anni 2000 la Disney proseguì alternando pellicole di medio-grande successo (Dinosauri, Lilo & Stitch e Koda fratello orso ) ad altri titoli che si rivelarono essere un flop come Atlantis - L'impero perduto e Il pianeta del tesoro. Un parziale ritorno al grande successo si ebbe con Koda, fratello orso nel 2003 con una nomination agli Oscar. Nel 2004 venne distribuito quello che fu definito allora come l'ultimo lungometraggio ad animazione tradizionale, Mucche alla riscossa, non ricevendo però il consenso sperato. In seguito a delle pellicole in 3D rivelatesi anch'esse di medio successo (Chicken Little - Amici per le penne, I Robinson - Una famiglia spaziale e Bolt - Un eroe a quattro zampe), nel 2009 si ritornò all'animazione tradizionale con La principessa e il ranocchio (che segna l'inizio dell'era Revival), che successivamente verrà riutilizzata soltanto per un altro classico Disney, Winnie the Pooh - Nuove avventure nel Bosco dei 100 Acri, mentre per i lungometraggi seguenti si decise di proseguire con l'animazione al computer, questa volta aggiudicandosi ottimi risultati.
Il 2010 è l'anno di un successo notevole con Rapunzel - L'intreccio della torre, pur non ricevendo alcun premio significativo.
Nel 2012 uscì Ralph Spaccatutto che ebbe un buon successo commerciale e venne nominato agli Oscar come miglior film d'animazione.
Nel 2013 con Frozen - Il regno di ghiaccio la Disney tornò a trionfare: l'opera conquistò il pubblico, nonché la critica, vincendo l'Oscar al miglior film d'animazione e l'Oscar alla migliore canzone originale, l'evento si ripeté l'anno venturo con Big Hero 6, che realizzò il quarto miglior incasso storico per un film Disney e vinse l'Oscar come miglior film d'animazione.
Il 2016 è l'anno di Zootropolis: il film infrange infatti diversi record, tra cui quello per gli incassi più alti nel fine settimana di lancio per un film Disney (circa 75 milioni di dollari), piazzandosi al quarto posto tra i film d'animazione di maggior successo della storia. Il film incasserà a fine corsa 1,028 miliardi di dollari, diventando il secondo Classico Disney a compiere tale impresa dopo Frozen - Il regno di ghiaccio. Nello stesso anno uscì Oceania diretto da Ron Clements e John Musker che esordì al botteghino americano con 81 milioni di dollari. Costato 150 milioni di dollari, il film incassa a livello mondiale ben 650 milioni di dollari, confermandosi un grande successo. Entrambi i film vennero accolti molto positivamente dalla critica e il primo, Zootropolis, vinse sia il Golden Globe che l'Oscar al miglior film d'animazione.
Nel 2018, John Lasseter diede le sue dimissioni da direttore creativo e venne sostituito da Jennifer Lee. Sempre nello stesso anno, uscì Ralph Spacca Internet, sequel di Ralph Spaccatutto, e diretto da Phil Johnston e Rich Moore. Il film riscosse un ottimo successo tra pubblico e critica, incassando quasi 530 milioni di dollari a livello mondiale.
Nel 2019 uscì Frozen II - Il segreto di Arendelle, seguito di Frozen - Il regno di ghiaccio. Nonostante le critiche non proprio eccellenti e la mancata candidatura agli Oscar come miglior film, il film incassò in totale 1,450 miliardi di dollari riuscendo a superare il suo predecessore e diventando così il film di maggiore incasso della storia dell'animazione.
Nel 2021 uscirono Raya e l'ultimo drago (uscito a marzo 2021 a causa della pandemia Covid-19) e Encanto (uscito a novembre 2021), che hanno segnato un ritorno ai film originali. Quest'ultimo, nonostante un modesto incasso al botteghino dovuto alla coda della pandemia, è diventato un fenomeno globale dopo il suo rilascio in streaming su Disney+, ha ricevuto il plauso della critica e la sua colonna sonora ha infranto numerosi record nella storia degli Studios, fino a vincere l'Oscar come Migliore Film d'animazione agli Oscar 2022. Nel biennio 2022 e 2023 sono usciti rispettivamente  Strange World - Un mondo misterioso e Wish che hanno ricevuto critiche positive ma molto più modeste in confronto ai loro predecessori, nonché un incasso molto più basso.
Il 19 settembre 2024, viene annunciato che Jennifer Lee si sarebbe dimessa da CCO di Disney Animation, per concentrarsi sulla regia dei prossimi sequel di Frozen e che Jared Bush avrebbe preso il suo posto.